# Lisa Arch
Lisa Arch (Los Angeles, 23 novembre 1971) è un'attrice statunitense conosciuta per il suo ruolo nella serie MADtv della Fox e per essere stata co-presentatrice di Dinner and a Movie dal 2002 al 2005.

## Filmografia

### Cinema
- Due gemelle per un papà (Billboard Dad), regia di Alan Metter (1998)
- Dirt Merchant, regia di B.J. Nelson (1999)
- The Comedy Team of Pete & James, regia di Larry Morgan (2001)
- La rivincita delle bionde (Legally Blonde), regia di Robert Luketic (2001)
- I'm Not Gay, regia di Andy Lerner, Adam Paul - cortometraggio (2005)
- Indovina chi (Guess Who), regia di Kevin Rodney Sullivan (2005)

### Televisione
- Dream On - serie TV, episodio 4x01 (1993)
- Donne all'attacco (Attack of the 5 Ft. 2 Women), regia di Julie Brown e Richard Wenk - film TV (1994)
- Seinfeld - serie TV, episodio 7x17 (1996)
- MADtv - show TV, 25 episodi (1997-1998)
- Michael Hayes indaga (Michael Hayes) - serie TV, episodio 1x14 (1998)
- X-Files (The X-Files) - serie TV, episodio 7x07 (2000)
- Tris di cuori (For Your Love) - serie TV, episodio 5x06 (2002)
- Reno 911! - serie TV, episodio 1x02 (2003)
- Windy City Heat, regia di Bobcat Goldthwait - film TV (2003)
- Streghe (Charmed) - serie TV, episodio 6x10 (2003)
- Significant Others - serie TV, episodio 2x02 (2004)
- Half & Half - serie TV, episodio 4x21 (2006)
- Hannah Montana - serie TV, 1x13-1x25-3x08 (2006-2009)
- Cory alla Casa Bianca (Cory in the House) - serie TV, 13 episodi (2007-2008)
- 100 cose da fare prima del liceo (2014-2016)